# 조영무
조영무(趙英茂, 1338년 ~ 1414년 7월 28일)는 고려 말 조선 초의 무신이다. 본관은 영흥 조씨(永興). 호는 퇴촌(退村)이다.
이성계를 도와 조선개국에 가담하였고, 이방원과 함께 정몽주를 제거하였다. 조선의 개국공신 3등에 녹훈되고, 이후 제1차, 제2차 왕자의 난 당시 이방원을 도운 공로로 정사공신(定社功臣) 1등, 좌명공신(佐命功臣) 1등에 녹훈되었다.
이방원의 심복 장수로, 1392년에는 이방원의 명을 받아 정몽주를 선죽교에서 제거하고 조선이 건국되었을 때 개국공신 3등에 봉해졌으며 한산백(漢山伯)에 봉작되었다. 뒤에 한산군(漢山君)으로 개봉되었다가 부원군으로 진봉한다. 그 뒤 태조 치세 때는 중추원상의사, 충청도 도절제사가 되었으며 제1차 왕자의 난에 가담하였다. 1402년(태종 2년)에 일어난 조사의(趙思義)의 난은 조영무·이무(李茂) 등을 죽이기 위한 것이라고 한다.
이후 두 차례의 왕자의 난에서 이방원의 편에서 큰 공을 세워 정사공신 1등에 봉해졌으며, 벼슬이 문하우정승에 이르렀고, 한산부원군(漢山府院君)에 봉군되었다. 시호는 충무(忠武)이다. 사후 태종의 묘정에 배향되었다. 후일 경기도 광주군 퇴촌면의 지명유래는 그의 아호에서 따서 지은 것이다.

## 생애

### 생애 초반
조영무는 고려말 조선초의 무신으로 1338년 태어났다. 족보에 의하면 할아버지는 조순후(趙珣厚)이고, 아버지는 조세진(趙世珍)이다. 증조부 조인재(趙麟才)는 판도판서(版圖判書)를 역임하고, 할아버지 조순후는 사후 참찬문하부사에 추증되었으며 아버지 조세진은 후에 조영무의 출세로 사후 예의판서에 추증되었다가 다시 참찬문하부사로 추증되고 한산백에 추봉되었다.
변방의 번상군(番上軍)으로 지내다 이성계의 사병이 되었고, 그의 눈에 들어 장수으로 활동하다가 1392년(공양왕 4) 정몽주(鄭夢周)가 이성계를 제거할 목적으로 이성계의 집을 문병 핑계로 방문하고 돌아가자, 이방원(李芳遠), 조영규(趙英珪) 등과 함께 정몽주를 추격하여 선죽교에서 정몽주를 제거하였다. 그해 7월 이성계를 왕으로 추대하여 조선 건국에 참여하였다. 그 뒤 판전중시사(判殿中寺事)에 임명되었으며, 판전중시사 재직 중 개국공신 3등에 책록되고 한산백(漢山伯)에 봉작되었다. 그 뒤 관제 개정으로 한산군(漢山君)으로 개봉된다.

### 조선 건국과 공신
이후 이방원의 장수으로 활동하며 장정들과 무사, 책사들을 모았으며, 이방원의 책사로 활동하다가 1394년(태조 3) 상의중추원사(商議中樞院事)가 되었다. 그해 상의중추원사 재직 중 강계등처도병마사(江界等處都兵馬使)를 겸임하였고, 1397년 충청도도절제사로 부임하였다. 이때 정도전 등은 사병혁파론을 주장했는데 그는 사병혁파 주장에 크게 반발하였다. 1398년 제1차 왕자의 난이 발생하자 이방원을 도와 정도전 일파를 제거하고 그해 가을 정사공신(定社功臣) 1등에 녹훈되었다.
그해 9월 이방원을 도왔으나 논공행상에 불만을 품은 박포(朴苞) 등의 불평불만 발언을 판중추(判中樞) 김로(金輅)로부터 전달받고 이방원에게 알려, 정탁(鄭擢)을 청주(淸州)에 귀양보내고, 박포를 죽주(竹州)에 귀양보내게 했다.

#### 제1차, 제2차 왕자의 난
후일 태조는 이방원의 편에 가담한 것을 알고 자신이 조온과 조영무를 거두었음을 언급하며 그의 배은망덕을 크게 개탄하였는데, 이후 태조는 조사의에게 밀명을 내려 그를 암살하라고 지령을 내렸다. 후일 1402년 조사의 일파가 그를 암살하려 하였으나 민첩하게 피신하여 죽음을 모면하였다. 이후 왕세자가 된 실권자 이방원의 극진한 총애와 후원을 받고 벼슬이 승진, 판중추원사(判中樞院事) 겸 의흥삼군부 중군동지절제사(義興三軍府中軍同知節制使)를 거쳐 참찬문하부사가 되었다.
1400년(정종 2) 도독중외제군사도진무(都督中外諸軍事都鎭撫)로 병권을 장악하였으며, 그해 회안대군 방간이 사병을 일으켜 제2차 왕자의 난이 벌어지자 회안대군 일파를 진압하기 위해 군사를 이끌고 이방원을 지원하였다. 난이 진압된 뒤 좌명공신(佐命功臣) 1등에 녹훈되었다. 그 뒤 삼군부참판사(三軍府參判事)가 되었다. 1401년(태종 1년)초 태종 즉위 후 참찬문하부사에 임명되었다가 임시로 의정부사(議政府事)를 겸임하여 의정부일을 맡아보았다.

### 태종 즉위 이후

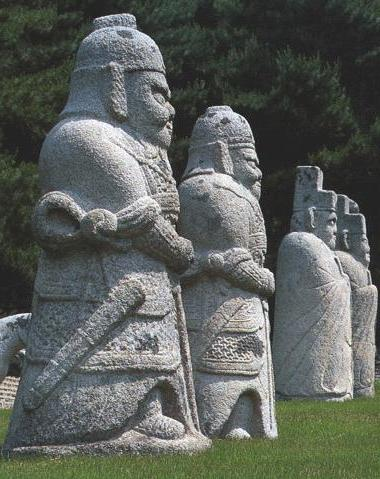
태종릉의 석물

1402년(태종 2년) 무과(武科)의 감교관으로 동감교관인 이숙번과 함께 과거를 주관하여 28명을 뽑아들였다.
그러나 이방원은 공신 세력의 정변을 염려하여 그 자신이 반대하던 사병혁파 정책을 강행하는데, 삼군부참판사로 재직 중 사병혁파가 실시되자 조영무는 이를 거부하고 병력과 무기를 봉쇄한 뒤 무기를 수납받으러 온 군관을 구타하였다가 이방원의 노여움을 샀다. 바로 언관들의 탄핵을 받고, 황주에 유배되었으나 얼마 뒤 석방되었으며, 서북면도순문사 겸 평양부윤으로 나갔다. 그 뒤 내직으로 되돌아와 판삼군부사(判三軍府事), 권행의정부사(權行議政府事), 판승추부사(判承樞府事)를 거쳐 영승추부사(領承樞府事)로 병조전서(兵曹典書)를 겸임하였다.
1405년(태종 5년) 문하우정승이 되었다. 1406년 문하우정승으로 판이조, 병조사(判吏曺兵曹事)에 임명되어 겸임되었으며, 1408년 한산부원군으로 봉작되었다.
1408년 영삼군부사(領三軍府事)가 되었다가 1409년 훈련관도제조(訓鍊觀都提調)를 지내고, 다시 영삼군부사가 되었으나 신병으로 사직하였다. 그는 주변에 많은 무사와 인재들을 태종에게 적극 추천하였다. 그러나 이방원의 공신 숙청 정책에 의해 고신을 반납하거나 사양하고 경기도 광주로 내려가 있었다.
1403년 당시 호군벼슬을 가지고 있던 권희달이란 사람과 내기장기를 하다가 한 수 물려주지 않았다는 이유로 권희달에게 졸병출신이라는 모욕을 당함. 이에 분노한 조영무는 권희달을 순금옥에 가두고만다. 태종 이방원은 이 일로 조영무에게 화를 내었으나 오히려 권희달을 쫓아내었다고 한다. (출처 불분명, 사실을 적어야 합니다)
조선왕조실록 인용 : 상호군(上護軍) 권희달(權希達)을 파면시켰다. 처음에 권희달이 총제(摠制) 이밀(李密)과 더불어 바둑을 두는 것으로 인하여, 영승추부사(領承樞府事) 조영무(趙英茂)의 곁에서 무례하게 구니, 조영무가 노하여 이밀의 종리(從吏)를 가두고, 권희달에게 베 1백 필을 징수하였다. 권희달이 심히 분하게 여겨, 조영무와 더불어 족세(族勢)를 논하면서 크게 힐난(詰難)하다가, 그 관대(官帶)를 풀어 조영무 앞에 던지고, 또 승추부(承樞府)에 들어가 악언(惡言)을 하였다. 승추부에서 상소(上疏)하여 죄를 청하니, 임금이 권희달을 순금사(巡禁司)에 3일 동안 가두고 그 직임을 파면시켰다. 권희달은 성질과 행실이 추악하여 나라 사람들이 모두 이를 싫어하였다. 다만 뚝심[膂力]이 있고, 시위(侍衛)에 부지런하였던 까닭으로, 임금이 매양 우대하여 용서하였다. 이로 말미암아 권희달은 그 행실을 고치지 아니하였다.
즉, 호군은 정 4품, 상호군은 정 3품이다. 권희달은 상호군 이었다. 권희달과 이밀이 바둑을 두었고 조영무에게 무례하게 구니 조영무는 이밀의 종리를 가두었다. 권희달을 가둔 것이 아니다. 태종이 조영무에게 화를 내었다는 내용은 없다.

### 최후
1412년(태종 12년) 수군첨절제사에 임명된 박영우(朴英祐)의 위임거부로 항명의 물의가 일어나자 양사로부터 박영우를 추천한 장본인으로서 탄핵을 받아 파직되었으나, 한산부원군으로 전직되어 부원군 자격으로 정사에 참여할 수 있었다. 그해 1413년 우정승에 복직되었다. 태종은 자신을 여러 번 도운 그의 장재를 각별히 아꼈으며, 그가 사병혁파에 정면 도전했을 때나 그의 자손들의 송사와 물의를 빚었을 때에도 특별히 배려해 주었다.
1414년 병으로 사망하였다.

### 사후

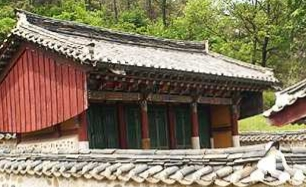
조영무 별묘

경기도 광주군 퇴촌면 광동리에 안장되었다. 그의 묘소는 2개인데 그의 진짜 묘는 광주군 퇴촌면 광동리의 묘소이다. 양주군 백석면 연곡리 산25-1번지에는 그의 별묘를 만들어 조영무별묘라 하였다.
후일 경기도 광주군 퇴촌면의 지명유래는 그의 아호 퇴촌에서 따서 지은 것이다. 죽은 뒤 세종 초에 태종의 묘정에 배향되었다. 시호는 충무(忠武)이다.
묘비명은 영조 때의 노론 문신 효정공 이민보가 지었다. 신도비는 15대손인 선공감가감역 조용환이 지었고, 글씨는 이조판서인 석촌 윤용구가 썼다.

## 가족 관계
그의 아들 중 다섯 아들이 모두 그의 음덕으로 음서로 관직에 나갔다.
- 할아버지 : 조순후, 증 참찬문하부사
- 할머니 : 증 정부인 문천박씨(文川朴氏)
- 아버지 : 조세진
- 어머니 : 증 정경부인 영흥최씨(贈貞敬夫人永興崔氏)
- 부인 : 신천김씨
  - 아들 : 조서(趙敍, 1370년 ~ 1429년)
  - 아들 : 조윤(趙倫)
  - 아들 : 조전(趙琠)
- 부인 : 재령강씨(載寧康氏)
  - 아들 : 조질(趙秩)
  - 아들 : 조이(趙理)

## 조영무가 등장한 작품
- 《용의 눈물》(KBS, 1996년~1998년, 배우:장항선)
- 《정도전》(KBS, 2014년~2014년, 배우:강민석)
- 《육룡이 나르샤》(SBS, 2015년~2016년, 배우:변요한) - 각색한 인물 "땅새(이방지)"
- 《태종 이방원》(KBS, 2021년~2022년 배우:김법래)

## 기타

### 본관
조영무의 본관은 영흥(永興)이다.

### 조윤의 탄핵
조영무가 사망한 직후, 그의 아들 고사(庫使) 조윤(趙倫)이 아버지 상(喪) 중 기생과 음란하였으므로, 헌부(憲府)로부터 탄핵당하였다. 조윤은 아버지 태종의 특별 배려 및 조영무의 공로로 무사할 수 있었다. 태종이 말하기를,
| “ | 공신(功臣)의 자손을 용서하는 것은 그 조(祖)와 부(父)를 높이기 때문이어늘, 윤(倫)은 그 아버지의 상중(喪中)에 있어 방자히 음란하여 스스로 그 아버지의 은의(恩義)를 끊었으니 용서할 수 없다. | ” |

고 하며, 유사(有司)에게 명하여, 형률(刑律)에 의거하여 죄를 처단(處斷)하게 하였다. 그러나 이때에 와서 사형당할 뻔한 조윤은 자신의 이름이 충의위(忠義衛)에 기록되지 못하였으므로 등문고(登聞鼓)를 치고 억울함을 호소하였다. 그러나 세종대왕은 조윤을 엄히 다스리려 했다.
| “ | 신이 실상 기생과 음란한 일이 없사온데 잘못 되어 그 죄를 입었나이다. | ” |

고 하니, 임금이 말하기를,
| “ | 윤이 만약 범한 바가 없다면 그 당시에 어찌 변명하지 않고 이제 와서야 등문고를 치는가. 형조(刑曹)에 내려 죄를 다스리게 하라. | ” |

고 하였다. 그러나 태종은 조윤을 살려줄 것을 지시하였다. 세종대왕이 수강궁에 문안하자 태종이 직접 조윤을 살려줄 것을 청하였다.
| “ | 윤이 비록 죄가 있으나, 영무(英武)의 공으론 그 자손에게까지 용서가 미치지 않을 수 없다. | ” |

고 하였다. 세종은 부왕의 간곡한 부탁이므로 조윤을 살려주게 된다. 세종대왕이 원숙에게 명하여 조윤을 불러 꾸짖기를,
| “ | 네가 법을 어기고 등문고를 쳤으니 마땅히 법에 처할 것이나, 너의 아버지를 존중(尊重)하여 너를 용서한다. | ” |

## 같이 보기
- 개국공신
- 정사공신
- 좌명공신
- 제1차 왕자의 난
- 제2차 왕자의 난
- 태조
- 태종
- 정몽주
- 조영규
- 이숙번
- 조온
- 이거이

## 참고 문헌
- 고려사
- 고려사절요
- 태조실록
- 정종실록
- 태종실록
- 세종실록
- 용비어천가
- 대동야승
- 신증동국여지승람
- 국조보감
- 연려실기술